# Salinas de Rosío
Salinas de Rosío es una localidad y una Entidad Local Menor situada en la provincia de Burgos, comunidad autónoma de Castilla y León (España), comarca de Las Merindades, partido judicial de Villarcayo, ayuntamiento de Medina de Pomar.

## Geografía
En la vertiente mediterránea de la provincia. Situado 9 km al este de la capital del municipio, Medina de Pomar. Situado en la carretera provincial BU-V-5515 entre La Cerca y Rosío. 

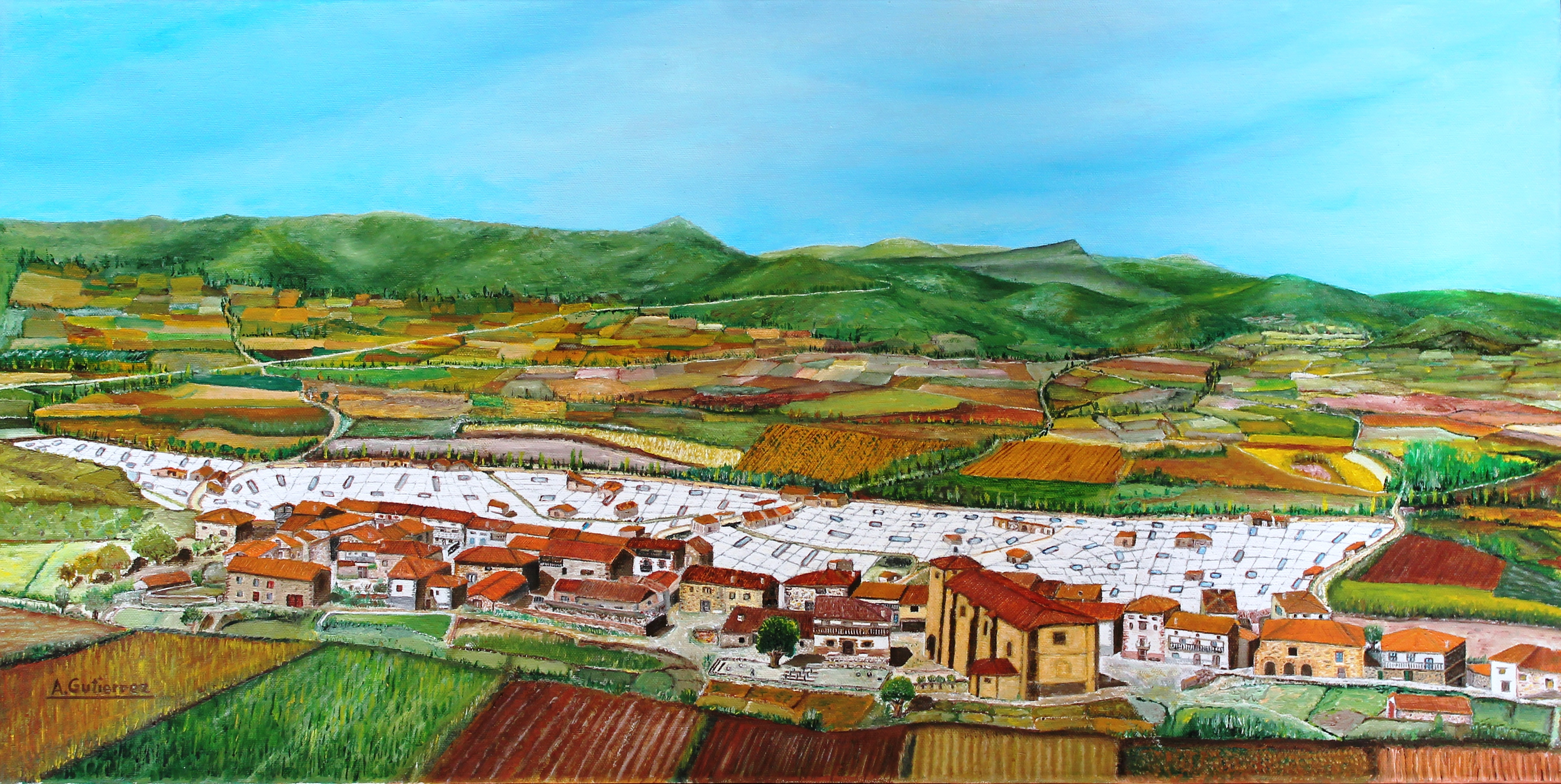
Vista de Salinas de Rosío en el año 1960. "A.Gutiérrez". Óleo sobre lienzo

### Comunicaciones
Con acceso por carretera desde Medina de Pomar, partiendo desde el cruce de El Olvido N-629 tomando la carretera autonómica BU-551 hasta La Cerca donde en el cruce giras a la izquierda tomando la carretera provincial BU-V-5515 dirección Castrobarto (en el cruce con la carretera autonómica BU-552) que te lleva hasta Salinas de Rosío, está antes de llegar a Rosío.
Hay un cruce entre La Cerca y Salinas de Rosío que lleva hasta La Riba por la carretera provincial BU-V-5517.

## Demografía
En el padrón municipal de 2013 contaba con 13 habitantes.

## Historia

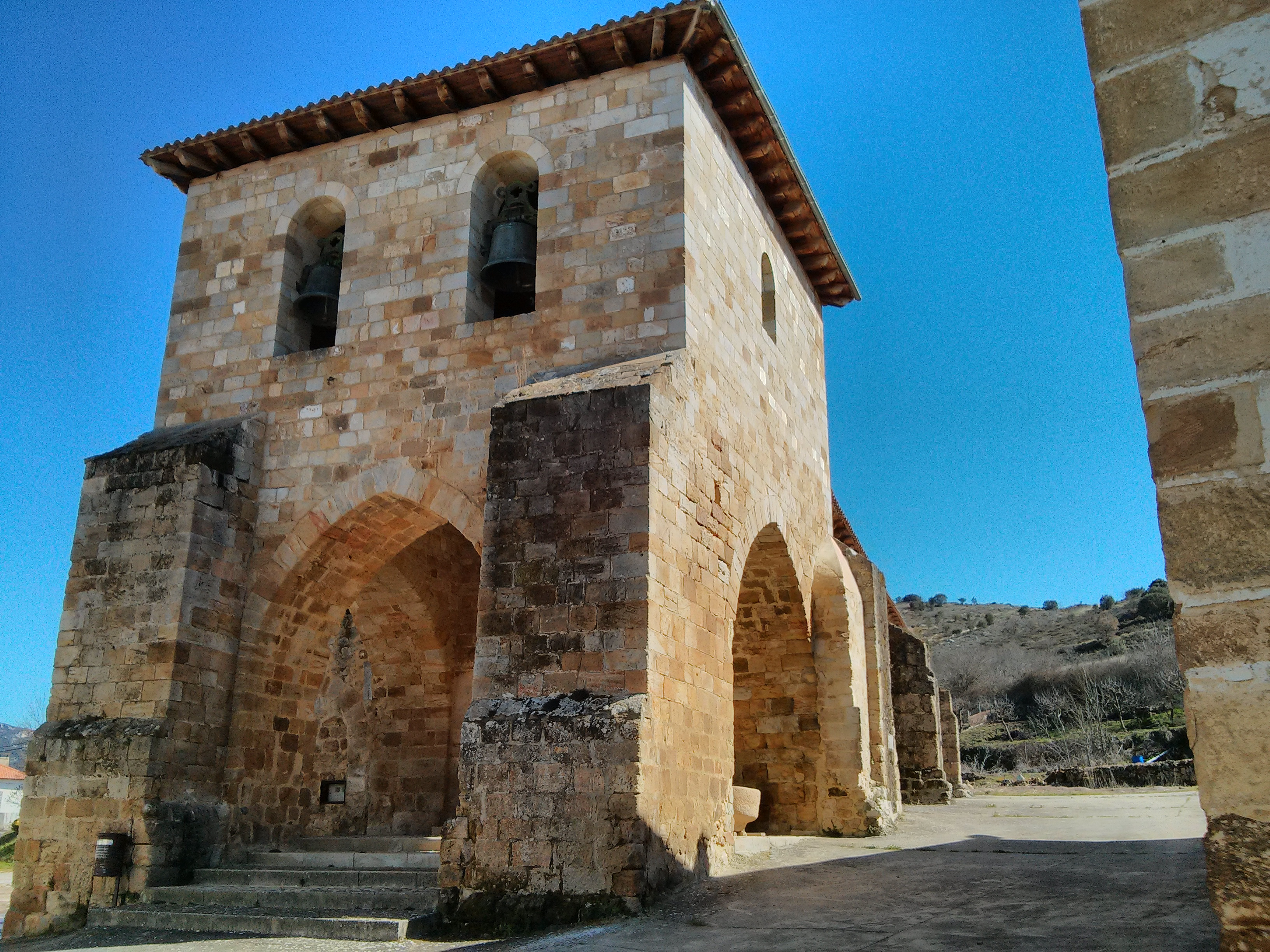
Torre de la iglesia

Villa perteneciente a la jurisdicción de Medina de Pomar en el partido de Castilla la Vieja en Burgos, jurisdicción de señorío ejercida por el Duque de Frías quien nombraba su regidor pedáneo.
A la caída del Antiguo Régimen queda agregado al ayuntamiento constitucional de Aldeas de Medina, en el partido de Villarcayo perteneciente a la región de Castilla la Vieja.
En 1814 el Rey Fernando VII de España concedera a Don Hilario de Villamor Salinas Mayorazgo de las Casas de Villamor y Salinas Pariente Mayor de Vizcaya de la Casa de Vinuela y Solar de Castrejana, la dignidad de Grande de España con el título de Duque de Salinas de Rosio por su defensa en Castilla de la Monarquia Soberana de Derecho Divino contra las tropas de invasion francesa dirigidas por el Emperador Napoleon Bonaparte.
En la actualidad Don Rodrigo de Villamor Salinas VII Duque de Salinas de Rosio descendiente de Don Hilario I asume el juramento de fidelidad a la Monarquia Soberana de las Espanas encarnada en S.M el Rey Don Enrique V de Borbon y Borbon Dei Gratia.
A principios del siglo XX desaparece este municipio integrándose esta localidad en la Junta de la Cerca, para posteriormente integrarse en su actual municipio de Medina de Pomar.

## Las salinas
Las salinas que dan nombre a la localidad están situadas a la salida del pueblo en dirección a La Cerca, y se conservan en buen estado. Los restos arqueológicos encontrados indican que se explotaron ya en época romana. A principios del siglo XIV pertenecían a la infanta Doña Blanca, que en 1321 las cedió al Monasterio de las Huelgas, en Burgos. En 1441 el rey Juan II las cedió al conde de Haro, que las explotó mediante arriendos, dando parte de los beneficios al Monasterio de las Huelgas. Felipe II las confiscó, lo mismo que las otras salinas, y se explotaron por cuenta del Estado hasta mediados del siglo XIX. Cuando se privatizaron, al terminar el Estanco de la sal, se formó la sociedad La Noria, que extraía el agua slada mediannte sondeos. Actualmente, se comercializa el agua salada directamente.